# 富山県道143号小森谷庄川線
富山県道143号小森谷庄川線（とやまけんどう143ごう こもりだにしょうがわせん）は富山県小矢部市と同県砺波市庄川町を結ぶ一般県道（富山県道）である。

## 概要
- 起点：富山県小矢部市小森谷46[1]（＝富山県道42号小矢部福光線交点）
- 終点：富山県砺波市庄川町青島1103[1]（＝富山県道371号本町高木出線交点）

## 歴史
- 1995年（平成7年）4月1日：路線認定[1][2]。

## 接続道路
- 富山県道42号小矢部福光線（小矢部市小森谷：起点）
- 富山県道48号福光福岡線（小矢部市蓑輪）
- 富山県道48号福光福岡線（小矢部市興法寺）
- 富山県道370号富山庄川小矢部自転車道線（南砺市野尻）
- 国道471号（南砺市野尻・野尻西交差点）
- 富山県道20号砺波福光線（南砺市高儀・高儀（北）交差点）
- 国道156号（砺波市庄川町天正・天正交差点）
- 富山県道11号新湊庄川線（砺波市庄川町青島）
- 富山県道370号富山庄川小矢部自転車道線（砺波市青島）
- 富山県道371号本町高木出線（終点：砺波市庄川町青島・砺波市庄川支所前：終点）

## 重複区間
- 富山県道48号福光福岡線（小矢部市蓑輪 - 同市興法寺）

## 通過する自治体
- 富山県
  - 小矢部市 - 南砺市 - 砺波市

## 周辺
- 北陸自動車道 小矢部インターチェンジ
- 小矢部運動公園
- 千羽平ゴルフクラブ
- ゴルフ倶楽部ゴールドウィン
- 小矢部川
- ファブリカトヤマ 福野第2工場
- コマツNTC 福野工場群
- JR城端線
- ホンダロック 富山工場
- 関西電力 庄川電力システムセンター
- 砺波市役所 庄川支所（旧庄川町役場）